# Ferdinand Schedlbauer

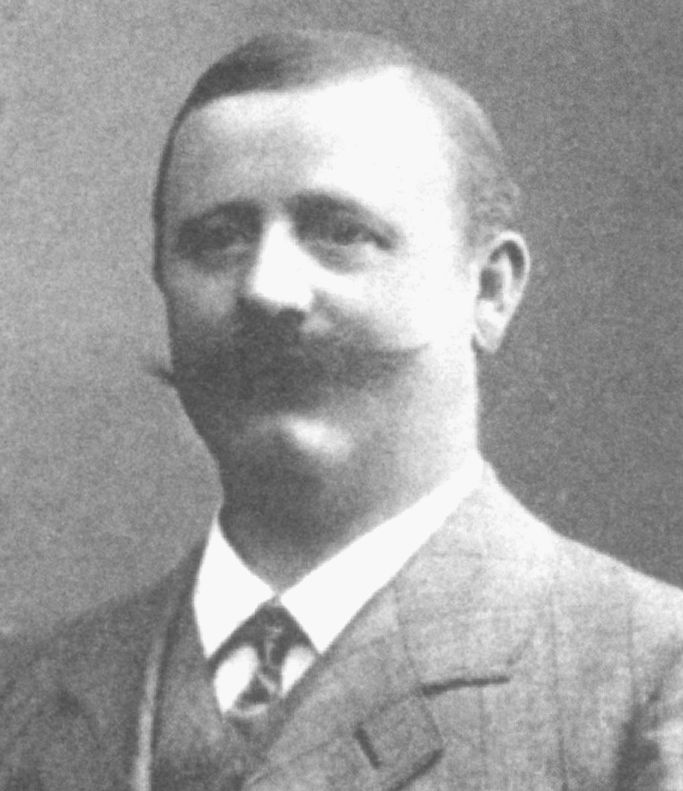
Ferdinand Schedlbauer als Reichstagsabgeordneter 1912

Ferdinand Schedlbauer (* 15. Oktober 1869 in Prackenbach; † 23. März 1952 ebenda) war Landwirt, Brauereibesitzer, Bürgermeister und Mitglied des Deutschen Reichstags.

## Leben
Schedlbauer besuchte von 1875 bis 1879 die Volksschule in Prackenbach, von 1879 bis 1880 das Gymnasium in Straubing und bis 1887 das Gymnasium am Kloster Metten. 1887 übernahm er infolge Ablebens des Vaters das elterliche Anwesen (Brauerei mit Ökonomie), das er 1910 verkaufte. Ab 1899 war er Bürgermeister von Prackenbach, Mitglied des Distriktsrats Viechtach und Mitglied des Distriktsausschusses Viechtach, ab 1896 beeidigter Sachverständiger der bayerischen Hagelversicherungsanstalt, ab 1901 Mitglied des landwirtschaftlichen Bezirksausschusses und ab 1911 Bezirksfeuerwehrvertreter.
Von 1912 bis 1918 war er Mitglied des Deutschen Reichstags für den Wahlkreis Niederbayern 5 (Deggendorf, Regen, Viechtach, Kötzting) und die Deutsche Zentrumspartei.